# Gampost
Gambia Postal Services Corporation alias Gampost est l’opérateur public responsable du service postal en Gambie.

## Réglementation
La loi en matière de services postaux est acceptée par le gouvernement et adoptée par l’Assemblée nationale gambienne en décembre 2005. Le nouveau conseil d’administration est mis en place en juillet 2006.

## Activités
La Gampost est chargée de fournir les services postaux dans tout le pays, en particulier :
- services des lettres et colis;
- épargne postale;
- vente au détail en bureaux de poste.